# Aplysina fistularis
Aplysina fistularis, comúnmente conocida como esponja amarilla o esponja de tubo amarillo, es una especie de esponja marina del orden Verongiida. Aplysina fistularis es de color dorado o marrón anaranjado con una superficie conulosa. El animal es abundante en el Caribe, donde se encuentra comúnmente en arrecifes de áreas de aguas abiertas. Esta esponja fue descrita por primera vez por el zoólogo prusiano Peter Simon Pallas en 1766.

## Descripción
La Aplysina fistularis consta de estructuras tubulares que surgen de una base. Cada tubo rara vez mide más de 30 centímetros (11,8 plg) en aguas claras, pero puede alcanzar los 50 centímetros (19,7 plg) en arrecifes de zonas turbias. La esponja tiene oscula amplia y paredes delgadas con superficies estriadas. A diferencia de la especie relacionada Aplysina insularis, A. fistularis no desarrolla proyecciones en forma de cuerda alrededor de sus tubos, aunque puede mostrar algunos zarcillos que se ramifican a partir de ellos. 

## En la cultura popular
En The SpongeBob Musical, se revela que el popular personaje animado SpongeBob SquarePants es una Aplysina fistularis.